# Kirchenasyl

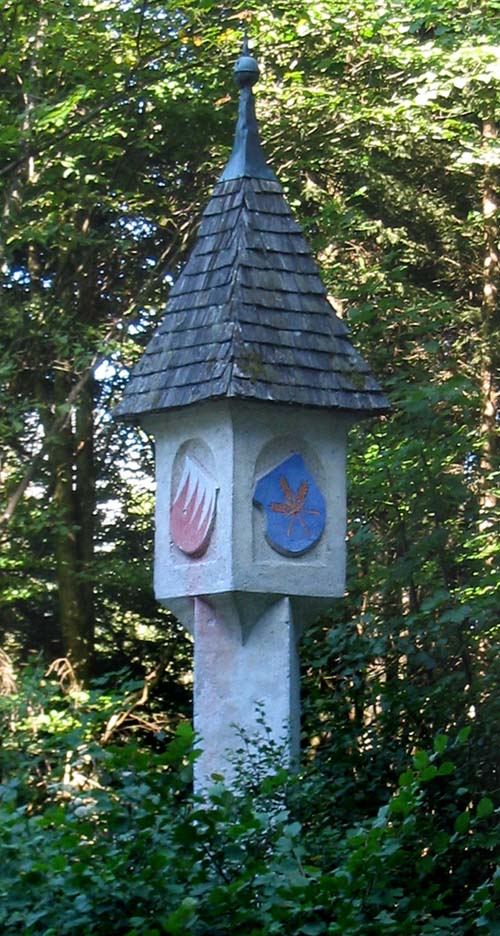
Asylgrenze des Klosters St. Georgenberg (Tirol). Stifter-Wappen der Aiblinger (rechts) und der Säbener. Das Asylrecht wurde dem Kloster kurz nach 1470 verliehen.

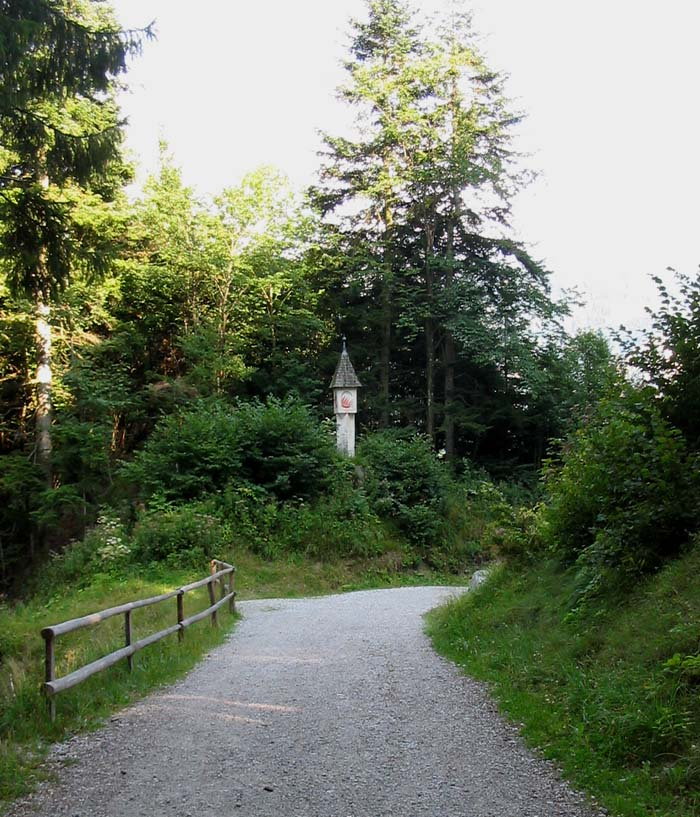
Asylgrenze (Georgenberg)

Kirchenasyl bedeutet heute die vorübergehende Aufnahme von Flüchtlingen durch eine Pfarrei oder Kirchengemeinde zur Abwendung einer von den Gemeindemitgliedern als für die Schutzsuchenden an Leib und Leben bedrohlich angesehenen Abschiebung. Es bezweckt grundsätzlich eine Wiederaufnahme oder erneute Überprüfung des asyl- oder ausländerrechtlichen Verfahrens bzw. eine Härtefallprüfung durch dafür zuständige staatliche Behörden. In Deutschland hat das Kirchenasyl seit der Einführung der Härtefallkommissionen an praktischer Bedeutung verloren.
Die Praxis, an sakralen Orten Zuflucht zu gewähren, reicht bis in die vorchristliche Antike zurück.

## Kirchenasyl in der Geschichte

### Religionsgeschichtliche Hintergründe
Der Ursprung des Kirchenasyls ist im „Heiligtumsasyl“ zu sehen, das Eingang in nahezu alle Kulturen gefunden hat. Das religiöse Begriffsverständnis ist auch Ursprung für den heutigen Asylbegriff. Das Heiligtumsasyl war an Tempel, sakrale Gegenstände oder tabuisierte Personen gebunden, in deren heiliger Sphäre die Schutzsuchenden der Gottheit unterstanden und deshalb vor den Nachstellungen ihrer Verfolger sicher waren. Kam es dennoch zur Verletzung eines solchen Asyls, so war dies gesetzwidrig und galt als Frevel, der göttliche und oft auch weltliche Strafen nach sich zog.
Ähnliche Vorstellungen begegnen uns im Alten Testament. In Ri 9,42-49  wird erzählt, dass die Bewohner Sichems vor Abimelech in die Gewölbe des Berit-Tempels flohen, David floh nach 1 Sam 19,18-24  vor Saul zum Propheten Samuel nach Rama und der Heerführer Joab floh nach 1 Kön 2,28-35  vor Salomo in den Tempel von Jerusalem. Die Einrichtung der Asylstädte (Freistädte) nach 5 Mos 4,41-43  bzw. Jos 20  ist als Indiz für die Existenz von Heiligtumsasylen in Israel zu werten, da sie eingerichtet werden sollten, nachdem mit der Kultzentralisation der späten Königszeit die außer dem Jerusalemer Tempel bis dahin anerkannten Tempel als legitime Asylstätten weggefallen waren.
Für die Entwicklung des Kirchenasyls war vermutlich die Institution der Hikesie im antiken Griechenland von größerer Bedeutung. Schutz suchende Hiketiden flohen unabhängig von ihrer Schuld zu Tempeln, Götterbildern, Altären oder Feuerstellen, um (vorübergehend) sicher zu sein. Junge Frauen konnten so einer Zwangsverheiratung entgehen, zerstrittene Familien sich wieder versöhnen, Ehen gelöst werden und sogar Sklaven war es möglich, ihren Weiterverkauf an einen besseren Herren oder in den Dienst des Heiligtums zu erwirken. Dabei war die Hikesie jedoch nicht auf Dauer angelegt. Konnten sich die streitenden Parteien nicht gütlich einigen, so musste der Staat, auf dessen Territorium sich das Heiligtum befand, über eine dauerhafte Aufnahme der Hiketiden entscheiden. Die Vorstellung, dass die Hikesie eine heilige Angelegenheit sei, prägte dabei den Entscheidungsprozess. Entschied sich der Staat für eine Aufnahme, so lebten die Schutzsuchenden fortan als Metöken mit eingeschränktem Bürgerrecht unter dem Schutz des Asyl gewährenden Staates.
Die Praxis der Hikesie wurde mit zunehmender Christianisierung des Imperium Romanum auch auf die Kirchen ausgedehnt. Heidnische und christliche Hiketiden flohen nun zum Bischof oder in kirchliche Gebäude und erfuhren hier Unterstützung und Schutz. Die neutestamentliche Forderung der Gastfreundschaft (Mt 25,35ff ; Röm 12,13 ; Hebr 13,2 ; 1 Petr 4,9  u.ö.) verpflichtete die Christen, für den Rechtsschutz der bei ihnen Schutz Suchenden Sorge zu tragen und die originär christlichen Tugenden „Barmherzigkeit“ und „Nächstenliebe“ bewogen die Christen zu ihrem Einsatz für Flüchtlinge und begründeten die Interzessionsverpflichtung der Bischöfe 343 auf dem Konzil von Serdika.

### Von der Alten Kirche bis zum Beginn des 20. Jahrhunderts

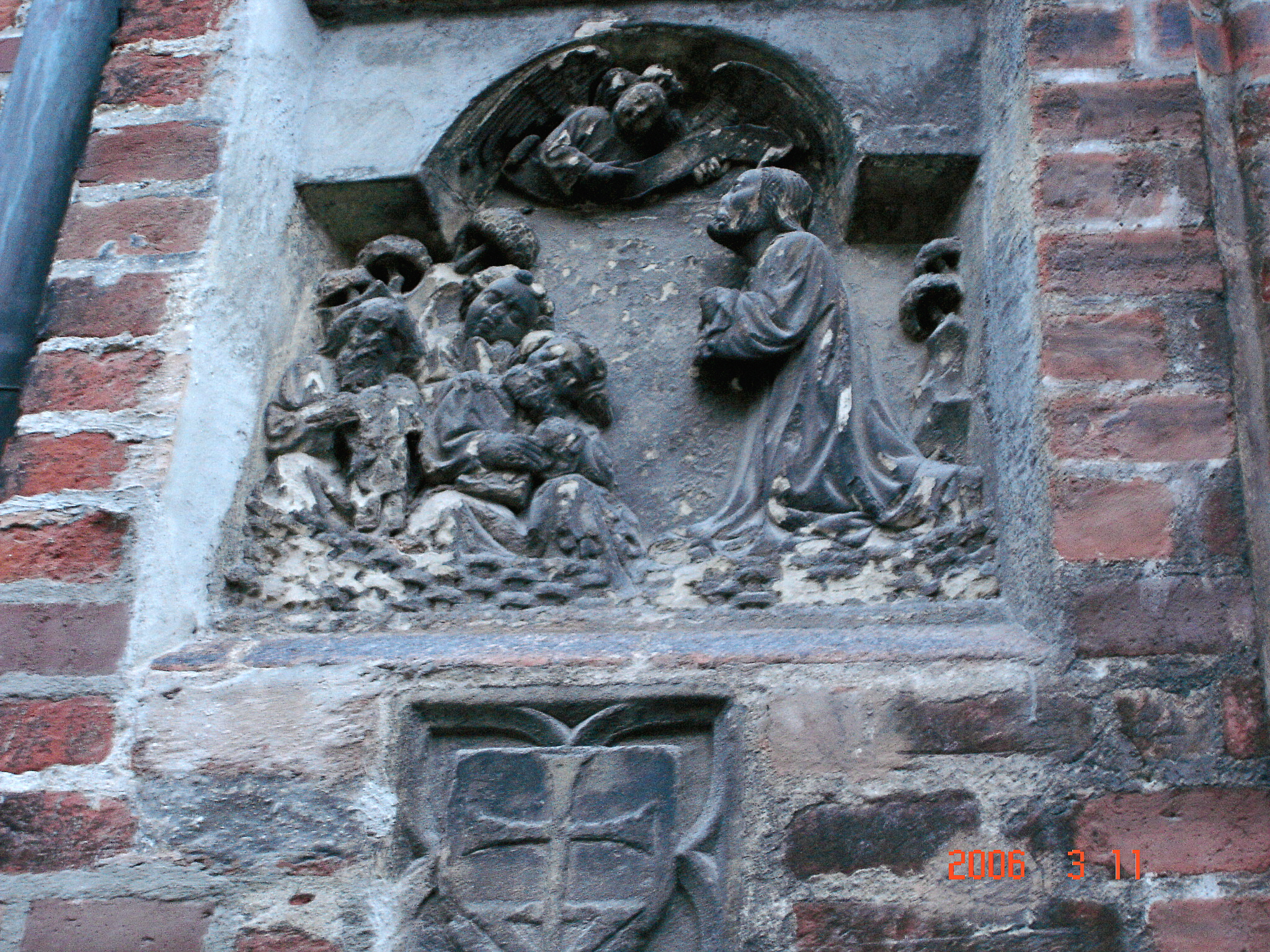
Asylzeichen am Liebfrauendom zu München (Kreuz in einem Schild, unten), unter einer Darstellung der Ölbergszene, die außen an Kirchen Hinweis auf ein Kirchenasyl ist.

Mittels Interzession traten die Bischöfe gegenüber staatlichen Stellen für zu Unrecht Verfolgte oder für Verurteilte ein, um deren Begnadigung zu erwirken. Obwohl die Kirchen lange nicht als Asylstätten anerkannt waren, respektierten die staatlichen Behörden ihren Asylanspruch häufig: Den Delinquenten wurden dann weltliche Strafen erlassen und kirchliche auferlegt, die von einer mit Auflagen versehenen Buße bis hin zum Klosterleben reichen konnten.
Mit der konstantinischen Wende gewannen die Bischöfe an gesellschaftlicher Bedeutung. Sie wurden mit lokalpolitischen und richterlichen Aufgaben betraut und übernahmen Verwaltungsaufgaben im zerfallenden römischen Reich. 399 entsandte ein Konzil von Karthago eine Gesandtschaft an die Kaiser Arcadius und Honorius, um ein gesetzliches Verbot der Verletzung des kirchlichen Asylschutzes für alle Flüchtlinge zu erreichen. Zwischen 405 und 407, als das Reich wegen des donatistischen Streites erschüttert und in seiner Einheit bedroht war, erteilte Honorius den Kirchen das Asylrecht, um sich die Unterstützung der Orthodoxen zu sichern. 419 erweiterte derselbe Kaiser den Wirkungsbereich des Kirchenasyls auf einen Umkreis von 50 Schritten vom Kirchenportal entfernt und legte fest, dass der Bruch eines Kirchenasyls wie Majestätsbeleidigung zu ahnden sei.
Ähnliches beinhaltete die Konstitution des Kaisers Theodosius II., die den Kirchen des Ostreiches 431 das Asylrecht einräumte und 438 als Teil des Codex Theodosianus auch im Westreich in Kraft trat. Im Unterschied zu den Gesetzen des Honorius, galt das kirchliche Asylrecht nun auf allen kirchlichen Grundstücken. Sein Bruch wurde weiterhin als Majestätsbeleidigung bestraft und es stand – wohl, weil es nicht mehr die Auseinandersetzungen mit den Donatisten im Blick hatte – Sklaven nur noch einen Tag lang offen und wurde ihnen gänzlich verboten, wenn sie bewaffnet um Asyl baten.
Mit zunehmendem Zerfall des römischen Reiches und dem gleichzeitigen Erstarken von Kirche und Papsttum gewann auch das Kirchenasyl an Bedeutung. Karl der Große gewährte den unterworfenen Sachsen 782 Kirchenasyl in der Capitulatio de partibus Saxoniae unter Bewahrung der sächsischen Sitte einer Unantastbarkeit in heiligen Hainen. Auf einer Synode in Rom wurde 1059 der Friedensbereich der großen Kirchen auf 60 Schritte und der kleinen Kirchen auf 30 Schritte um das Kirchenportal herum festgelegt. Das Konzil von Clermont beschloss 1095 sogar, das kirchliche Asylrecht auf die Umgebungen von Wegkreuzen auszudehnen. Als kirchliches Privileg fand das Kirchenasyl Eingang in etliche frühmittelalterliche Rechtssammlungen Europas, so in die Lex Alamannorum. Das Kirchenasyl nachfolgender Jahrhunderte beruhte weniger auf geistlichen Rechten, sondern v. a. auf weltlichen Rechten, die geistlichen Institutionen zustanden. Die Vorstellung von einem generellen Kirchenasyl für alle geistlichen Einrichtungen ist daher eine populäre, aber anachronistische Projektion.
Mit dem Wiedererstarken der Staatsgewalt begann im 14. Jahrhundert der Niedergang des Kirchenasyls. Staaten West- und Mitteleuropas zwangen die Kirche, immer mehr Personengruppen vom Asylschutz auszuschließen. Mit dem Ewigen Landfrieden von 1495 wurde das Gewaltmonopol des Staates errichtet, der damit eine geordnete Rechtspflege als einer zentralen Funktion des Kirchenasyls selbst übernommen hatte. Die Kirche hielt dennoch an ihrem Anspruch, Asyl zu gewähren, fest. Martin Luther verfasste 1517 einen Traktat über das kirchliche Asylrecht.
In der Aufklärung wurde das kirchliche Asylrecht vor allem als Behinderung der staatlichen Rechtspflege wahrgenommen. Bis zum 19. Jahrhundert wurde es von allen europäischen Staaten formell aufgehoben. Diese Ablehnung bedeutete jedoch keineswegs, dass die römisch-katholische Kirche ihr Asylrecht aufgegeben hätte. Noch im Codex Iuris Canonici von 1917 hieß es in can. 1179:
“Ecclesia iure asyli gaudet ita ut rei, qui ad illam confugerint, inde non sint extrahendi, nisi neccessitas urgeat, sine assensu Ordinarii, vel saltem rectoris ecclesiae.” (deutsch: „Die Kirche (= Kirchengebäude) genießt Asylrecht, so dass Angeklagte, die bei ihr Zuflucht suchen, nicht ohne Zustimmung des Ordinarius oder wenigstens des Kirchenrektors aus ihr herausgezerrt werden dürfen, wenn es nicht die Notwendigkeit erfordert.“)
Erst im Codex Iuris Canonici von 1983 ist das Asylrecht nicht mehr mit aufgenommen worden, was in der wissenschaftlichen Literatur nicht einhellig als Hinweis darauf gewertet wird, dass das Asylrecht von der römisch-katholischen Kirche aufgegeben worden sei.
In den Rechtsordnungen der evangelischen Kirchen wurde ein eigenes Asylrecht niemals beansprucht. Eher selbstverständlich wurden die neutestamentlichen Forderungen der Nächstenliebe und die, Gott mehr zu gehorchen als den Menschen, so ausgelegt, dass an Leib und Leben Bedrohten zu helfen sei.
Eine lokale Besonderheit stellte die Regelung im Hochstift Freising dar, wo sich das Asylrecht spätestens ab dem 16. Jahrhundert nicht nur auf die Gebäude der Domherren, sondern auf das gesamte Gebiet der Residenzstadt erstreckte. Delinquenten, denen es gelang, sich vor ihren Verfolgern auf Freisinger Stadtgebiet zu retten, konnten beim Syndicus des Domkapitels den sogenannten Freiungszettel beantragen, ein besiegeltes Dokument, das unbefristetes Asylrecht gewährte. Davon profitierte z. B. um 1730 der wegen Totschlags gesuchte Wilhelm Sutor aus Landshut, der unbehelligt in Freising lebte und eine Tochter der Stadt schwängerte. Der Unmut über diesen und ähnliche Fälle und die resultierenden außenpolitischen Verstimmungen mit dem mächtigen bayerischen Nachbarn führten zur sukzessiven Einschränkung des weit reichenden Freisinger Asylrechts. Ab 1732 konnte das ursprüngliche Delikt verfolgt werden, wenn der Täter erneut straffällig wurde. In der Zeit des Österreichischen Erbfolgekrieges wurden die zahlreichen bayerischen Deserteure zumeist an das Kurfürstentum ausgeliefert, wenn dieses zusicherte, keine Leib- oder Lebensstrafen zu verhängen. 1747 schließlich wurde das Asylrecht auf die Domherrenhöfe und einige weitere privilegierte Orte beschränkt.

### Die Kirchenasylbewegung der Gegenwart
Die Entstehung der aktiven Kirchenasylbewegung ist im Zusammenhang mit der weltweiten Zunahme der Flüchtlingszahlen seit den 1970er Jahren und dem damit zusammenhängenden Anwachsen der Asylbewerberzahlen in der Bundesrepublik Deutschland zu sehen. Die Akzeptanz von Ausländern und Asylsuchenden in der Bevölkerung nahm ab, Politiker unterschiedlicher Parteien bezeichneten Asylbewerber als „Wirtschaftsflüchtlinge“ und „Scheinasylanten“. Mit dem Asylkompromiss, der 1993 vom Bundestag und vom Bundesrat jeweils mit Zweidrittelmehrheit beschlossen wurde und der 1996 vom Bundesverfassungsgericht als verfassungsgemäß eingestuft wurde, entstand eine Gesetzeslage, die teilweise als faktische Abschaffung des bis dahin in der Bundesrepublik geltenden Grundrechts auf Asyl bezeichnet wurde.
In diesem gesellschaftlichen Klima kam es 1983 zum ersten Kirchenasyl in der Heilig-Kreuz-Gemeinde in Berlin-Kreuzberg. Drei palästinensische Familien aus dem Libanon baten um Unterstützung, weil sie in den vom Bürgerkrieg zerrütteten Libanon abgeschoben werden sollten. An die Heilig-Kreuz-Gemeinde wandten sie sich nicht ohne Grund. Bereits im Frühjahr desselben Jahres kam es dort zu einem Hungerstreik gegen die Auslieferung Cemal Kemal Altuns an die Türkei. Der junge Mann war vor der türkischen Militärdiktatur nach Berlin geflohen und hatte Asyl beantragt, weil ihm in der türkischen Presse zu Unrecht eine Beteiligung am Attentat auf den einstigen Zollminister Gün Sazak vorgeworfen wurde. Statt seinen Asylantrag zu bearbeiten, leitete man diese Angaben jedoch über Interpol nach Ankara weiter und fragte an, ob „entsprechende Anträge“ gestellt würden. Die Türkei forderte prompt die Auslieferung Altuns und die Bundesregierung zeigte sich willens, dem Auslieferungsgesuch zu entsprechen. Es begann ein Rechtsstreit, in dem die Bundesregierung unnachgiebig an Altuns Auslieferung festhielt und die Richter diese entweder selbst für zulässig erklärten oder keine Mittel fanden, sie auch nur zeitweilig auszusetzen. Bei einer dieser Verhandlungen entschied sich Altun selbst für eine Flucht in den Tod und sprang am 30. August 1983 aus einem Fenster des 6. Stocks des Berliner Oberverwaltungsgerichts.
Diese Erfahrung erschütterte zahlreiche Engagierte und wurde zu einem Schlüsselerlebnis für die Gemeinde. Ihr Pfarrer Jürgen Quandt, einer der Begründer der Kirchenasylbewegung, erklärte, seitdem misstrauisch zu sein „gegenüber dem Argument, dass etwas, was auf gesetzlicher Grundlage geschehe, hinzunehmen sei, weil es eben gesetzlich sei.“ Vergleichbare Erfahrungen standen wohl am Anfang des Kirchenasylengagements manch anderer Gemeinde. Nachdem in der Silvesternacht 1983 sechs Häftlinge in einem Abschiebegewahrsam am Augustaplatz in Berlin-Steglitz zu Tode kamen, überlegten die Pfarrer und der Gemeindekirchenrat der nahe gelegenen Johannesgemeinde, was dieses Ereignis für sie selbst und für die Gemeinde zu bedeuten habe. Im November desselben Jahres erklärte sich der Gemeindekirchenrat grundsätzlich bereit, einer von Abschiebung bedrohten Person oder Familie im Notfall vorübergehend Unterkunft zu gewähren und schon einige Monate später beschloss derselbe Gemeindekirchenrat, eine siebenköpfige Familie eines in Abschiebehaft befindlichen Palästinensers aus dem Libanon aufzunehmen und sich für ihre Duldung aus humanitären Gründen einzusetzen.
Im Frühjahr 1985 teilten neun Berliner Gemeinden der Kirchenleitung mit, aufgrund fortlaufender Abschiebungen in Kriegs- und Krisengebiete Flüchtlingen helfen und sie schützen zu wollen. Entsprechende Beschlüsse des Gemeindekirchenrates waren gefasst. Der ökumenische Arbeitskreis „Asyl in der Kirche“ wurde gegründet und bereits 1988 gab es in Berlin 35 Gemeinden, die grundsätzlich bereit waren, Kirchenasyl zu gewähren. Vier Jahre später waren es 50 Gemeinden, die, unterstützt von der Kirchenleitung und von Persönlichkeiten wie Altbischof Kurt Scharf und Helmut Gollwitzer, hunderte Abschiebungen verhinderten und die mehrere Abschiebestoppregelungen und eine großzügige Altfallregelung für Berlin erreichten.
Auch in anderen Teilen der Bundesrepublik kam es Mitte der 1980er Jahre zu den ersten Kirchenasylen. Die Asylpolitik der Bundesregierung und ihre öffentliche Diskussion verschärften sich weiter, und es erscheint naheliegend, dass sich die Kirchenasylinitiativen des gesamten Bundesgebietes schon bald um ihre Vernetzung bemühten. Die evangelische Kirchengemeinde St. Jobst in Nürnberg und die Initiative Freie Flüchtlingsstadt Nürnberg luden zum ersten bundesweiten Kirchenasyltreffen ein. Auf diesem Treffen wurde am 20. Oktober 1991 die Nürnberger Deklaration verabschiedet, in der sich die Unterzeichner besorgt zeigten, weil die Bundesrepublik Deutschland aufgrund tagespolitischer Erwägungen die Garantie eines uneingeschränkten Asylrechts für politisch Verfolgte zurückgenommen habe und erklärten: „Wir sind fest davon überzeugt, daß es dem Staat nicht erlaubt ist, Menschen ihren Mördern und Folterern zuzuführen. Unser Gewissen schweigt nicht, wenn sich Behörden und Gerichte dazu hergeben, gefährdete Flüchtlinge abzuschieben. Unser Gewissen wird auch nicht ruhig, wenn Abschiebung entsprechend einem gesetzlichen Verfahren geschieht.“
Eine besondere Form des Kirchenasyls wurde Erich Honecker, dem ehemaligen Staatsratsvorsitzenden der DDR, nach seinem Rücktritt gewährt. 1990 wurde er mit seiner Frau einige Monate bei Pfarrer Uwe Holmer in den Hoffnungstaler Anstalten Lobetal aufgenommen.
Ein Jahr später, in einer Zeit heftiger innenpolitischer Auseinandersetzungen um das Asylrecht und zahlreicher gewaltsamer Übergriffe auf Flüchtlinge, luden die Ökumenische Werkstatt der Evangelischen Kirche Kurhessen-Waldeck, die katholische Kirchengemeinde St. Familia und das Ökumenische Netz Nord- und Osthessen zu einem weiteren Treffen ein. Kontakte zu Vertreterinnen und Vertretern der „Aktion für abgewiesene Asylbewerber“ aus der Schweiz und INLIA aus den Niederlanden wurden hier geknüpft. Eine feste Vernetzung oder Organisationsstruktur gingen jedoch nicht aus diesem Treffen hervor.
Eine solche wurde, abgesehen von dem Berliner Aktionskreis, erst unter Federführung Wolf-Dieter Justs im September 1993 bei einem Treffen der Kirchenasylinitiativen in Nordrhein-Westfalen in Mülheim an der Ruhr gegründet. Auf Grundlage der Charta von Groningen, in der sich die Unterzeichner aus vielen Staaten Europas verpflichtet hatten, Flüchtlinge oder Asylsuchende aufzunehmen und zu schützen, falls ihnen durch ihre Ausweisung eine unmenschliche Behandlung drohe, wurde mit dem Ziel der Unterstützung von Gemeinden und Initiativen, die Kirchenasyl gewährten oder etwas Ähnliches beabsichtigten, das „Ökumenische Netzwerk Kirchenasyl in Nordrhein-Westfalen“ gegründet. Vergleichbare Landesnetzwerke entstanden zudem in Bayern, Hessen, Nordelbien, Niedersachsen, dem Saarland und Brandenburg.
Ein knappes halbes Jahr später, auf einem weiteren bundesweiten Treffen im Februar 1994, wurde die Ökumenische Bundesarbeitsgemeinschaft Asyl in der Kirche (BAG) gegründet. Hermann Uihlein, Jürgen Quandt und Wolf-Dieter Just wurden zu den drei Sprechern der BAG gewählt und ein Koordinierungsrat aus je zwei Aktiven pro Bundesland wurde gebildet. Gemeinsam mit dem Netzwerk Asyl in der Kirche in NRW wurde eine Geschäftsstelle in Köln eingerichtet, die Anlaufstelle für Netzwerksmitglieder, Gemeinden und die Öffentlichkeit werden sollte. Ihre Aufgaben bestanden in der Dokumentation und Auswertung laufender Kirchenasyle, der Unterstützung Kirchenasyl gewährender Gemeinden, ihrer Aufklärung über rechtliche Hintergründe und mögliche Konsequenzen, der Öffentlichkeits- und Lobbyarbeit für die Kirchenasylbewegung und für Flüchtlinge sowie der Förderung einer weiteren Vernetzung der Kirchenasylbewegung.
Seit 1997 ist die Bundesarbeitsgemeinschaft Asyl in der Kirche ein eingetragener Verein. Ihr erster Geschäftsführer war Dirk Vogelskamp. Ihm folgten Martin Rapp und, jeweils verbunden mit einem Umzug der Geschäftsstelle von Köln nach Bonn und von Bonn nach Berlin, 1999 Beate Sträter, 2005 Verena Mittermaier und 2012 Genia Schenke-Plisch.

## Praxis des Kirchenasyls in Deutschland
Kirchenasyl wurde bisher von evangelischen, katholischen sowie jüdischen Gemeinden gewährt.

### Das Zustandekommen eines Kirchenasyls
Die Entscheidung, Kirchenasyl zu gewähren, wird meist von den (die Kirchengemeinden leitenden) Gemeindekirchenräten oder den – dem (die Gemeinde leitenden) Pfarrer beigeordneten – Pfarrgemeinderäten getroffen. Diese Gremien sind dann für die Unterbringung und Versorgung sowie das weitere Betreiben der asyl- und zuwanderungsrechtlichen Verfahren der Schutzsuchenden und das strategische Vorgehen in einem Kirchenasyl verantwortlich. Insbesondere durch seinen Einsatz für das Kirchenasyl erhielt der Berliner Pfarrer Jürgen Quandt im Jahr 2001 als erster den Georg-Elser-Preis.

### „Offene“, „stille“ und „geheime“ Kirchenasyle
Grundsätzlich werden „offene“ von „stillen“ Kirchenasylen unterschieden.
- Bei „offenen“ Kirchenasylen arbeiten die Kirchengemeinden mit den Medien zusammen und machen ihr Kirchenasyl so in der Öffentlichkeit bekannt. Die Öffentlichkeit eines solchen Kirchenasyls soll dabei den Schutz der Betroffenen vor staatlichem Zugriff verstärken und bietet zugleich die Möglichkeit, die Mängel in einzelnen Asylverfahren und im Asylrecht anzusprechen.
- Über ein „stilles“ Kirchenasyl wird die Öffentlichkeit zunächst nicht informiert. Diese Vorgehensweise kann dem Schutz der Betroffenen dienen und soll die Verhandlungen mit den staatlichen Behörden erleichtern.

Die staatlichen Behörden werden jedoch von allen Kirchenasylen in Kenntnis gesetzt. Teilweise werden auch jegliche derartige Kirchenasyle als „offen“ bezeichnet.
Die sogenannten „geheimen“ Kirchenasyle, über die weder die Öffentlichkeit noch die staatlichen Behörden informiert werden, werden von der Bundesarbeitsgemeinschaft Asyl nicht als „Kirchenasyle“, sondern als „vorübergehende Aufnahmen“ oder „vorübergehende Unterbringungen“ bezeichnet.
Das Kirchenasyl spielte eine Rolle, als die Attentäter des Attentats auf Reinhard Heydrich im Mai 1942 zuerst untertauchen und sich später mit Hilfe des Bischofs Gorazd in der Karl-Borromäus-Kirche (seit 1945 Kirche St. Cyrill und Method) in Prag verstecken konnten. Eine weitere bekannte Form des Kirchenasyls war in den Jahren 1998 bis 2000 das Wanderkirchenasyl in Nordrhein-Westfalen.

### Umfang und Erfolg des Kirchenasyls
Nach Wolf-Dieter Just gab es bis zum Jahr 2000 etwa 550 Kirchenasyle in Deutschland. Hinzu kamen seitdem jährlich etwa 15 neue Kirchenasylfälle mit meist mehreren Schutzsuchenden. Für das Jahr 2005 zählte die BAG 39 Kirchenasyle, in denen mehr als 120 Personen Zuflucht fanden. Einer Erhebung der Bundesarbeitsgemeinschaft Asyl in der Kirche zufolge gab es im Zeitraum 2004 bis 2011 in Deutschland 147 Kirchenasyle, von denen 133 (und damit ca. 90 Prozent) zu einer Lösung führten, die Flüchtlinge vor unzumutbaren Härten und Gefahren für Leib, Leben oder Freiheit bewahrte.
Empirische Studien der BAG über Kirchenasyl aus den Jahren 1996 und 2001 kamen zu dem Schluss, dass Kirchenasyle in mehr als 70 Prozent aller Fälle die Schutzsuchenden vor unmenschlichen Härten oder Gefahren für Leib und Leben bewahren konnten. Im Zeitraum 2004 bis 2011 führten laut einer Erhebung der BAG 133 von 147 Kirchenasylen zu einer Lösung, die die jeweiligen Asylsuchenden schützte.
Im ersten Quartal 2018 wurden laut Bundesregierung 498 Abschiebungen durch Kirchenasyl verzögert oder verhindert.

### Bruch des Kirchenasyls
Seit 2023 gehen die deutschen Behörden verstärkt gegen das Kirchenasyl vor. Von Sommer 2023 bis Frühling 2024 gab es in Deutschland sechs behördliche Stürmungen von Kirchen zwecks Beendigung des Kirchenasyls. Das sind mehr als in den zehn Jahren davor.
Die Behörden der Länder gehen auf verschiedene Weise mit dem Kirchenasyl um. In Berlin wurde im Sommer 2025 ein Mann im Kirchenasyl, der sich einige Meter vom kircheneigenen Garten entfernt hatte, von wartenden Polizisten in Zivil festgenommen und abgeschoben, ohne dass dabei das Kirchengelände betreten wurde. Kirchengemeinden stehen unterschiedlich dazu, ob sie es Menschen im Kirchenasyl zumuten, für alltägliche Notwendigkeiten wie Einkaufen und Schulbesuch die Kirche zu verlassen.

## Rechtliche Aspekte des Kirchenasyls in Deutschland
Das Kirchengelände genießt rechtlich keine Ausnahmestellung gegenüber dem sonstigen Hoheitsgebiet des Staates. Staatliche Organe wie Polizei und Staatsanwaltschaft haben uneingeschränkten Zugriff auf die dort aufenthältlichen Personen. Kirchengrundstücke genießen kein Recht auf Exterritorialität.
Die Kirchenasylunterstützer in Deutschland beanspruchen jedoch gar keine Rechtsfreiheit für sich, sondern wollen durch ihr Verhalten den Schutzbestimmungen des Art. 16a GG und verschiedener Regelungen des Asylverfahrensgesetzes (heutige Bezeichnung: Asylgesetz) und des Aufenthaltsgesetzes zur Geltung verhelfen. Sie rechtfertigen ihr Handeln vor allem mit Art. 4 GG.
Kirchenasyl hatte seit der Einführung der Härtefallkommissionen an praktischer Bedeutung verloren. In den Härtefallkommissionen aller deutschen Bundesländer haben Vertreter der großen Landeskirchen Sitz und Stimme und können kirchliche Gesichtspunkte in die Beratung über ein Aufenthaltsrecht einbringen. Fälle der Gewährung von Kirchenasyl waren dadurch sehr selten geworden oder aus dem Blickwinkel der öffentlichen Wahrnehmung geraten.
Zuletzt ist wieder ein Anstieg von Kirchenasylen zu bemerken. In Bayern wurden in den Jahren zwischen 2001 und 2011 keine Kirchenasyle beantragt, 2014 sind es nach Recherchen des Bayerischen Rundfunks mehr als 100. Nach Informationen der AG Asyl in der Kirche stieg die Zahl der Kirchenasyle in Deutschland (für jeweils eine oder mehrere Personen) von 79 im Jahr 2013 auf 430 im Jahr 2014. Ein Grund für die Auseinandersetzung mit dem Staat ist das Überstellen der Asylsuchenden nach der Dublin-II-Verordnung in EU-Länder mit schlechten Asylbedingungen (58 „Dublin-Fälle“ von Kirchenasyl im Jahr 2013, 378 im Jahr 2014). Anfang 2021 waren 282 von 295 Kirchenasylfälle solche „Dublin-Fälle“.
Der deutsche Bundesminister des Innern Thomas de Maizière kritisierte im Januar 2015 die Praxis des Kirchenasyls. Als für die Verfassung zuständiger Minister lehne er das Kirchenasyl prinzipiell und fundamental ab. Als Christ habe er aber Verständnis dafür, dass die Kirchen in Einzelfällen unter dem Gesichtspunkt der Barmherzigkeit Flüchtlinge aufnehmen würden. Der Bischof von Hildesheim Norbert Trelle hatte das Kirchenasyl zuvor bei einem Treffen mit Bundeskanzlerin Angela Merkel und anderen CDU-Politikern als Ultima Ratio bezeichnet.
Im Februar 2015 kritisierte der Präsident Manfred Schmidt vom Bundesamt für Migration und Flüchtlinge, dass die Kirchen das Kirchenasyl immer häufiger als Systemkritik am europäischen Dublin-System der Zuständigkeitsverteilung nutzen. Die beiden großen Kirchen und das Bundesamt vereinbarten eine Vorgehensweise, die es Kirchengemeinden und Ordensgemeinschaften auch weiterhin ermöglicht, im Rahmen von Kirchenasyl Einzelfälle, in denen besondere Härten befürchtet werden, noch einmal vortragen zu können.
Anfang Mai 2018 äußerte der Vorsitzende Richter des vierten Strafsenats des OLG München bei einer Urteilsbegründung für einen Einzelfall einige Punkte, die als bundesweit relevant angesehen wurden:
- Weder der bloße Eintritt eines Flüchtlings ins Kirchenasyl noch der bewusste Verzicht von Behörden, ihn dort mit polizeilicher Gewalt herauszuholen, führten automatisch dazu, dass der betroffene Flüchtling sich nicht strafbar mache.
- Flüchtlinge könnten nicht für sich beanspruchen, in der Zeit des Kirchenasyls per se eine Duldung zu bekommen oder eine Aussetzung der Abschiebung.
- Untätigkeit von Behörden im Falle eines Kirchenasyls bedeute nicht, dass damit eine Ermessensduldung oder eine stillschweigende Duldung einhergehe.[45]

Im August 2018 verschärfte das Bundesinnenministerium die Regelungen im Umgang mit dem Kirchenasyl. Halten sich Kirchengemeinden künftig nach Ansicht des Bundesamts für Migration und Flüchtlinge nicht an Absprachen, galten Schutzsuchende seit 1. August als „flüchtig“ nach dem Dublin-System, obwohl ihr Aufenthaltsort bekannt war. Damit erhöhte sich die Frist zur Abschiebung auf 18 Monate. Im Juni 2020 erklärte das Bundesverwaltungsgericht, dass das Verhalten der Nichtüberstellung staatlicher Behörden bei offenem Kirchenasyl „offensichtlich nicht in die Verantwortungssphäre des Asylbewerbers […], sondern in die der staatlich verfassten öffentlichen Gewalt in der Bundesrepublik Deutschland insgesamt“ falle. Damit bestätigte es das Urteil des Bayerischen Verwaltungsgerichtshofs, der den Status als „flüchtig“ verneint hatte.
In Bayern sind Geistliche in den letzten Jahren wegen Beihilfe zum unerlaubten Aufenthalt angeklagt worden, selbst wenn sie das Kirchenasyl sofort gemeldet und ein umfassendes Dossier über den Asylgrund vorgelegt haben. Ende April 2021 sprach das AG Kitzingen einen Mönch der Abtei Münsterschwarzach frei, der Kirchenasyl gewährt hatte. Er habe zwar rechtswidrig Beihilfe zum unerlaubten Aufenthalt ohne erforderlichen Aufenthaltstitel geleistet, jedoch im Hinblick auf seine grundrechtlich garantierte Glaubens- und Gewissensfreiheit nicht schuldhaft gehandelt. Die Sprungrevision der Staatsanwaltschaft verwarf 2022 das Bayerische Oberste Landesgericht, bestätigte die Begründung mit der Entschuldigung jedoch nicht. Tatsächlich lag laut dem Urteil gar keine strafbare Beihilfehandlung vor, da die Aufnahme ins Kirchenasyl nach der Vereinbarung zur Prüfung seitens des Staates nicht strafbar ist. Das nach der ablehnenden Prüfungsentscheidung fehlende Hinwirken auf das Verlassen des Kirchenasyls stellte, da nicht aktiv seitens des Mönchs dahingehenden beraten wurde, keine für die Strafbarkeit relevante aktive Handlung dar:

„Wird das ‚Kirchenasyl‘ nach der Negativmitteilung des BAMF und dem Ablauf der Dreitagesfrist durch den kirchlichen Entscheidungsträger fortgeführt und beschränkt sich die Hilfeleistung auf die bloße Fortsetzung der Beherbergung und Verpflegung des vollziehbar ausreisepflichtigen Asylsuchenden, so liegt der Schwerpunkt der Vorwerfbarkeit nicht in einem aktiven Tun, sondern in einem Unterlassen, das jedoch mangels Garantenpflicht des kirchlichen Entscheidungsträgers zur Beendigung des ‚Kirchenasyls‘ nicht als strafbare Hilfeleistung zum unerlaubten Aufenthalt des Asylsuchenden zu qualifizieren ist.“

Nach Einschätzung des Bayerischen Flüchtlingsrates gehen die Staatsanwaltschaften Bayerns, insbesondere die Generalstaatsanwaltschaft Bamberg, restriktiver gegen Asyl gewährende Kirchenvertreter vor als Dienststellen in anderen Bundesländern.
Im Juni 2021 hob das Bundessozialgericht ein Urteil des Bayerischen Landessozialgerichts auf, dass höhere Analogleistungen bei längerem Aufenthalt nach einem als rechtsmissbräuchlich aufenthaltsverlängernd gesehenen offenen Kirchenasyl, abgelehnt hatte. Das Bundessozialgericht dagegen sah im Verhalten der Kirche und der Ausländerin keine Verunmöglichung der Umsetzung einer Ausreiseverpflichtung. Der Staat würde faktisch darauf verzichten. Damit würde bezüglich der Asylbewerberleistungen kein Rechtsmissbrauch bestehen.
Am 23. November 2021 fasste der Bayerische Landtag auf Antrag der Fraktion Bündnis 90/Die Grünen einen Beschluss, in dem festgestellt wurde, dass das Kirchenasyl „als Ausprägung der Gewissensfreiheit“ angesehen werde. Es wurde der „verfassungsrechtlich hohe Rang“ der Kirchen, insbesondere in Fragen der Glaubens- und Gewissensfreiheit betont. Der Landtag forderte zudem, dass „die wichtige humanitäre Schutzfunktion des Kirchenasyls als letzter Ausweg für Menschen in Not“ respektiert werde und stellte fest, dass die asylgebenden Kirchengemeinden „im Rahmen der grundrechtlich garantierten Glaubens- und Gewissensfreiheit“ handeln. Dennoch wies auch der Landtag unmissverständlich darauf hin, dass die Kirchen an Recht und Gesetz gebunden seien. Doch durch ihr Handeln ermöglichen sie „in besonderen Härtefällen eine nochmalige Überprüfung der Fluchtgründe des Einzelnen beim Bundesamt für Migration und Flüchtlinge“. Zudem forderte er die Staatsregierung dazu auf, Bericht über die strafrechtlichen Ermittlungsverfahren im Bereich des Kirchenasyls zu erstatten und dem Landtag aufzuzeigen, „wie sich eine einheitliche, die besondere Stellung der Kirchen berücksichtigende, staatsanwaltschaftliche Tätigkeit, sowohl im Norden als auch im Süden Bayerns, erreichen lasse“. Der rechtspolitische Sprecher der grünen Landtagsfraktion und Mitinitiator des Antrags Toni Schuberl wertete dies als deutliches Statement des Landtags gegen die Verfolgungspraxis der Staatsanwaltschaften im Freistaat.